# المدبدب (عبس)

تعديل مصدري - تعديل

المدبدب هي إحدى قرى عزلة بني حسن بمديرية عبس التابعة لمحافظة حجة، بلغ تعداد سكانها 93 نسمة حسب تعداد اليمن لعام 2004.